# Eratoszthenész Pentatlosz
Kürénéi Eratoszthenész (görögül: Ἐρατοσθένης) (Küréné, i. e. 276 – Alexandria, i. e. 194) egyiptomi hellenisztikus matematikus, földrajztudós, csillagász, filozófus, költő, zenész. Irigyei eleinte „Bétának” hívták, arra utalva, hogy sok mindennel foglalkozik ugyan, de mindenben csak a második legjobb tud lenni (a görög ábécében a béta a második betű). Később tisztelői inkább az öttusázó atlétát jelentő „Pentatlosz” ragadványnéven emlegették sokoldalúságáért.

## Élete
A mai Líbia területén található, akkor azonban Egyiptom részét képező Kürénében született, de tanulmányait már Alexandriában kezdte meg, főként a Nagykönyvtár akkori igazgatója, Kallimakhosz költő irányításával. Húszéves korától tíz évig Athénban képezte magát tovább, ahol a sztoikus khioszi Arisztón, a szkeptikus Arkeszilaosz, a festő Apellész és Bión, a szellemes írók voltak mesterei. I. e. 246-ban III. Ptolemaiosz Euergetész, Alexandria királya hazahívta, és Kallimakhosz utódaként megbízta a könyvtár vezetésével, majd ötvenéves korában rábízta a trónörökös nevelését is. Itt barátkozott össze Arkhimédésszel, akivel később is levelezett: Arkhimédész hozzá írta a Módszer néven híressé vált levelét. Öregkorában megvakult, és efölött érzett elkeseredésében halálra éheztette magát.
Műveiből csak töredékeket és kivonatokat ismerünk.

## A költő és filozófus
Mint költő, Kallimakhosz nyomdokain járt. Költeményeiből három nevezetesebb: a „Hermész” című az isten életét beszélte el, az Anterinüsz című Hésziodosz halálával szólt. Leghíresebb az „Érigoné” volt, amely arról szólt, hogy Dionüszosz isten Attikában járva egy Ikariosz nevű parasztot egy szőlővesszővel ajándékozott meg, a szerencsétlen embert azonban megölték a bortól lerészegedett társai abban a hiszemben, hogy megmérgezte őket. Leánya, Erigoné bánatában felakasztotta magát. Az istenek csillagképpé változtatták mindkettőjüket és Ikariosz kutyáját is. Katasztériszmoi (Csillagok közé helyezések) című művében az egyes csillagképek eredetmondáit gyűjtötte össze (e mű szerzősége nem egyértelmű). Foglalkozott irodalomtudománnyal is (ő nevezte először filológusnak magát, és ezzel a szóval valószínűleg mindenirányú érdeklődését kívánta jelölni), fontos volt a Peri arkhaiasz kómódiasz (Az ókomédiáról) című műve. Egy verse:
Meglátván Melitét, elsápadtam, hogy a férj is

   ott van vele s imígy szóltam ijedt-remegőn:

„Ajtódról a reteszt levehetném-é ma, szabaddá

   téve két szárnyát, s két meredek fala közt

léphetnék-e előre az udvar harmatos alján,

   kulcsomat illesztvén legközepébe tövig?”

S ő könnyed nevetéssel urára kacsintva felelte:

   „Udvaromat kikerüld, mert harapós a kutyám.”

## A történész
Két, történelmi tárgyú munkája, a Khronographiai és az Olümpionikai afféle mérföldkő a történetírásban: ezek voltak az első olyan történeti művek, amelyekben a szerző tudományos igénnyel és pontossággal próbálta meghatározni, mikor és milyen sorrendben is történtek az egyes, említett események.

## A matematikus
Fő matematikai munkájának, a Platónikosznak egy rövid kivonatát ismerjük szmürnai Theóntól. Sikerrel foglalkozott a kockakettőzéssel (déloszi probléma), és eszközt is készített annak megoldására. Ezt a sikerét az alexandriai Ptolemaiosz-templomban elhelyezett márványtáblán versben és prózában is megörökítette; az eszköz bronzmakettjét a tábla fölött helyezte el.
Hatékony módszert talált fel nem túl nagy sokaságokból a prímszámok kiválogatására; ezt az eljárást róla nevezték el Eratoszthenész szitájának. Peri mezotéton című, a különböző középértékek elméletével foglalkozó művéről csak Papposztól tudunk.

## A csillagász
Elfogadta azt a tételt, hogy a holdfogyatkozást a Föld árnyéka okozza, az árnyék megfigyeléséből pedig egyértelműnek tűnt, hogy akkor a Föld gömb alakú. Amikor a gátőrök jelentették neki, hogy (a majdnem pontosan a Ráktérítőn fekvő) Szüéné (Συήνη – ma: Asszuán) városában a nyári napforduló idején délben a Nap nem vet árnyékot – a Nílus legmélyebb vízállásmutató kútjának fenekét is eléri a sugara – elvileg helyes módszert talált a Föld kerületének számítására.
Ugyanebben az időben Alexandriában egy pózna árnyékát megmérve a napsugarak beesési szögét 7,2 foknak találta. A Földet gömb alakúnak tételezve aránypárt állított fel a távolságok és a szögek alapján:
a két város távolsága / Föld kerülete = mért szög / 360°
Eratoszthenész az utazók elbeszélései alapján 5000 sztadionra becsülte a két város távolságát. Ezek alapján Föld kerülete:
5000*360/7,2 = 250 000 sztadion
Sztadionnak nevezett hosszmértékből több is volt, nagy valószínűséggel az utazási távolságok megadására használt 157 méteres egyiptomi sztadionban számolt, eredménye 39 250 km, ami a ténylegesnél mindössze 2 %-kal kevesebb. Méréseinek néhány hibája volt (a szögmérés, a két város távolsága), ezek azonban kis eltérést okoztak. Eratoszthenész mintegy 10%-kal alábecsülte az Alexandria–Szüéné távolságot, ami éppen kiegyenlítette azt az eltérést, hogy a két helység nem azonos hosszúsági körön fekszik, így a köztük lévő távolság nagyobb, mint két szélességi kör közti távolság. Az 5000 sztadionos becslése 15 km-rel tér el az adott szélességi körök távolságától, és több mint 500 sztadionnal a két város közti tényleges légvonalban mért távolságtól. Másfél évezred múlva, amikor ismét elkezdtek foglalkozni a gömbölyű Föld méretével, annak méretét Eratoszthenésztől eltérő módszerekkel azonos eredményekre jutottak.
Ebből az eredményből kiindulva képes volt meghatározni a Hold méretét, valamint a Föld és a Hold távolságát is. Ennek elméleti alapjait már korábbi gondolkodók lefektették, de a számításhoz ismerni kellett a Föld átmérőjét – így miután ezt Eratoszthenész meghatározta, a többi számítással viszonylag egyszerű dolga volt.
A Föld és a Hold viszonylagos méretei holdfogyatkozáskor határozhatóak meg, amikor a Hold áthalad a Föld árnyékán. Ehhez azt kell feltételeznünk, hogy a Nap sokkal messzebb van tőlünk, mint a Hold, ezért a Föld árnyékkúpja a Föld–Hold távolságon csak elhanyagolható mértékben szűkül be (ez így is van). A leghosszabb holdfogyatkozások azok, amikor a Hold a Föld árnyékának közepén halad át: az ilyen áthaladás idejéből számítható a két átmérő aránya. Már Eratoszthenész előtt megállapították, hogy fogyatkozáskor a Föld árnyéka mintegy ötven perc alatt takarja el teljesen a Holdat (ez a Hold átmérőjére jellemző szám), a Hold pedig mintegy kétszáz perc alatt ér át az árnyék egyik oldaláról a másikra (ez a Föld átmérőjére jellemző szám). E két idő hányadosa a két átmérő átmérő hányadosa: Föld átmérője mintegy négyszerese a Holdénak. Eratoszthenésznek a Föld kerületének (és ezzel átmérőjének) meghatározása után már csak osztania kellett…

## A földrajztudós
A kor kiemelkedő teljesítménye volt három kötetes „Geógraphika” (Földrajz) című műve; ez a földrajztudomány tudományág (ami alatt ő elsősorban a térképalkotást értette) névadó műve, ettől számítjuk annak kezdetét. Az első kötete a világ első térképtörténeti tanulmánya. A második könyv a lakott világ kiterjedésével foglalkozik: ebben átveszi azt a nézetet, hogy annak hossza kétszerese a szélességének. A harmadik rész ennek felosztását taglalja.
Elsőként állított össze a mai értelemben is világtérképnek nevezhető térképet az ókori világ görögök által ismert részeiről. Ehhez továbbfejlesztette Dikaiarkhosz hálózatát: a térképének készítése előtt földrajzi szélességmeghatározások és az utazók távolságadatai alapján a jellemző pontokon áthaladó kilenc hosszúsági és kilenc szélességi vonalból álló hálózatot szerkesztett. A vonalak távolságai nem egyenlőek, de a valódi távolságokkal arányosak. Az ismert világot az így szerkesztett hálózatba rajzolta be.
Ez a vonalhálózata a négyzetes hengervetület csírája, így ezáltal Eratoszthenész világtérképe afféle átmenet a korábbi vázlatok és a szó szoros értelmében vett térkép között.
Térképén az ismert világ nyugat–keleti kiterjedése 73 800 sztadion (itt ismét nem tudjuk, melyik sztadionról van szó; föltehetően 11 623 km), észak–déli irányú kiterjedése pedig 46 400 sztadion (7308 km). Mivel a Föld kerületét már a térkép készítése előtt meghatározta, jól tudta, hogy az ismert világ a Föld felszínének alig 17%-a. Az övé az első olyan földmérés, aminek nemcsak eredménye, de a mérés leírása is fennmaradt.

## Emlékezete
A Holdon kráter viseli a nevét.